# M.O.
"M.O." é o sétimo álbum de estúdio do cantor de hip hop estadunidense Nelly. Foi lançado em 30 de setembro de 2013 pela editora discográfica Republic Records. O álbum tem as participações especiais de Nicki Minaj, Pharrell Williams, Future, T.I., Daley, 2 Chainz, Trey Songz, Fabolous, Wiz Khalifa, Florida Georgia Line, Nelly Furtado e Yo Gotti.

## Performance comercial
O álbum estreou na decima quarta posição na Billboard 200, com 15,000 copias vendidas na semana de estréia no Estados Unidos. Esta foi a pior vendagem de uma semana de estréia do artista em toda sua carreira. Em sua segunda semana, o álbum vendeu mais de 5,000 cópias. Em sua terceira semana, o álbum vendeu mais 3,000 cópias totalizando 23,000 copias vendidas.

## Desempenho nas paradas
| Paradas (2015)                                    | Melhor posição |
| ------------------------------------------------- | -------------- |
| Austrália (ARIA)                                  | 81             |
| Estados Unidos (Billboard 200)                    | 14             |
| Estados Unidos (Billboard Top R&B/Hip Hop Albums) | 4              |
| Estados Unidos (Billboard Rap Albums)             | 2              |
| Reino Unido (Official Albums Chart)               | 89             |
| Reino Unido (UK R&B Albums Chart)                 | 10             |

## Histórico de lançamento
| País           | Data                   | Formato                       | Gravadora            |
| -------------- | ---------------------- | ----------------------------- | -------------------- |
| Reino Unido    | 30 de setembro de 2013 | Compact Disc Download digital | Universal Island     |
| Estados Unidos | 30 de setembro de 2013 | Compact Disc Download digital | Derrty Ent. Republic |
| Itália         | 2 de outubro de 2013   | Compact Disc Download digital | Universal Music      |
| Alemanha       | 4 de outubro de 2013   | Compact Disc Download digital | Universal Music      |